# Distretto di Polack
Il distretto di Polack (in bielorusso Полацкі раён?) è un distretto (raën) della Bielorussia appartenente alla regione di Vicebsk.